# Wilcox County, Georgia
Wilcox County är ett administrativt område i delstaten Georgia, USA. År 2010 hade countyt 9 255 invånare. Den administrativa huvudorten (county seat) är Abbeville.

## Geografi
Enligt United States Census Bureau har countyt en total area på 993 km². 7985 km² av den arean är land och 8 km² är vatten.

### Angränsande countyn
- Pulaski County, Georgia - nord
- Dodge County, Georgia - öst
- Telfair County, Georgia - öst
- Ben Hill County, Georgia - syd
- Turner County, Georgia - sydväst
- Crisp County, Georgia - väst
- Dooly County, Georgia - nordväst

### Orter
- Rochelle